# Claix, Isère
Claix är en kommun i departementet Isère i regionen Auvergne-Rhône-Alpes i sydöstra Frankrike. Kommunen ligger i kantonen Vif som tillhör arrondissementet Grenoble. År 2022 hade Claix 7 840 invånare.

## Befolkningsutveckling
Antalet invånare i kommunen Claix
Referens:INSEE